# Distrito de Ancenis
El distrito de Ancenis (en francés arrondissement d'Ancenis) era una división administrativa francesa, que estaba situado en el departamento de Loira Atlántico, de la región de Países del Loira. Contaba con 5 cantones y 24 comunas.

## Supresión del distrito
El 1 de enero de 2017, en aplicación del decreto ministerial n.º 2016-1959, de 29 de diciembre de 2016, se fusionaron los distritos de Ancenis y Châteaubriant para formar el nuevo distrito de Châteaubriant-Ancenis, junto con las comunas del distrito de Nantes de Grandchamps-des-Fontaines, Sucé-sur-Erdre, Treillières y Vigneux-de-Bretagne.

## División territorial

### Cantones
Los cantones del distrito de Ancenis eran:
1. Cantón de Ancenis
2. Cantón de Ligné
3. Cantón de Riaillé
4. Cantón de Saint-Mars-la-Jaille
5. Cantón de Varades